# Сакри-Монти
О холме в Риме см. Монте Сакро

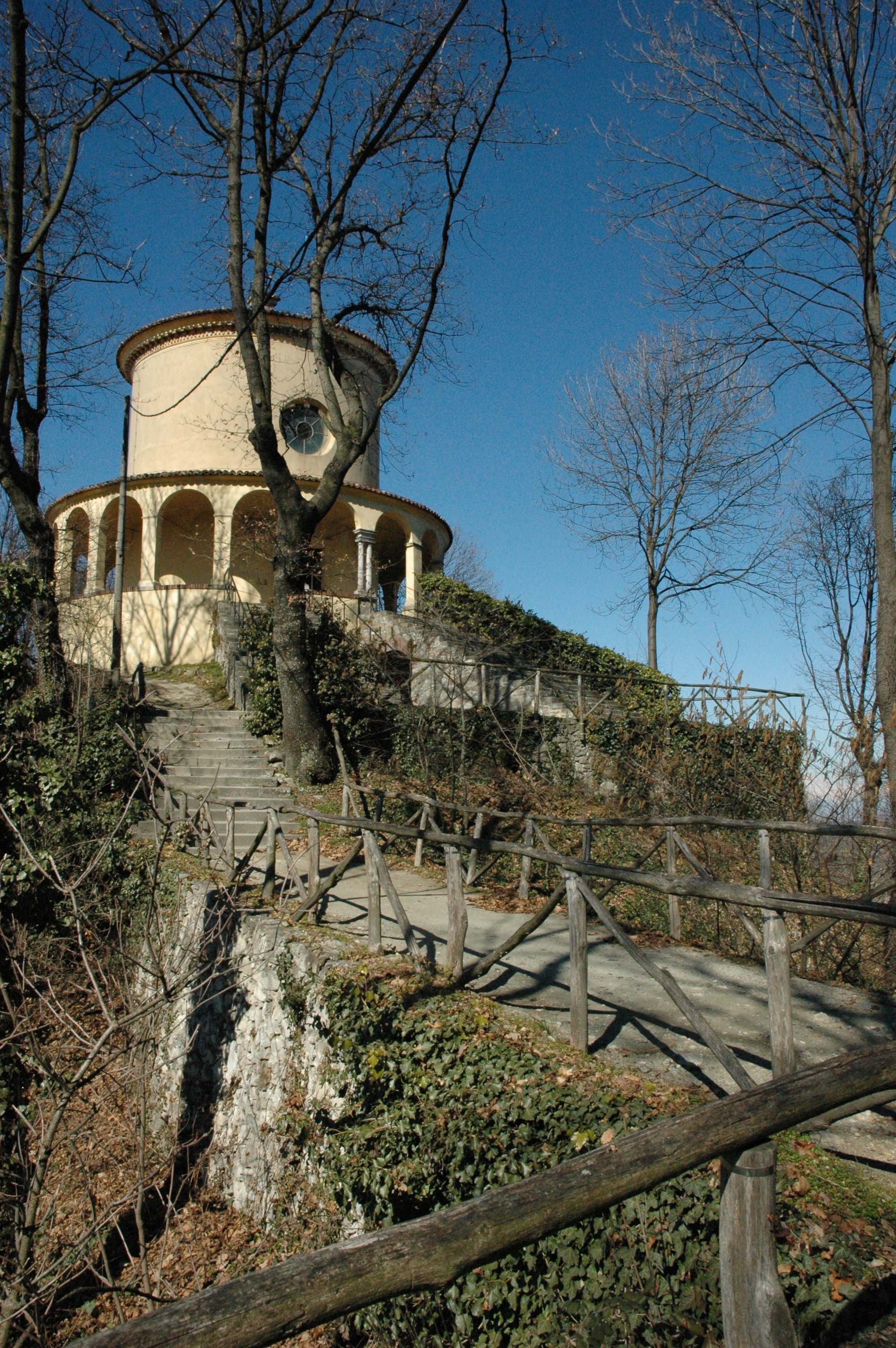
Капелла на вершине холма в Сакро-Монте-ди-Креа

Священные холмы или Святые горы (итал. Sacri monti) — религиозные архитектурно-скульптурные комплексы на вершинах холмов и гор, характерные для католической Европы эпохи Контрреформации. Их стали строить на юге Европы на рубеже XVI и XVII веков (после Тридентского собора католической церкви) под влиянием идей миланского епископа Карло Борромео в качестве способа наглядного представления католической доктрины для паломников и всех жаждущих приобщиться к вере. Аналогичные комплексы на востоке Европы именуются кальвариями.
Карл Борромео предполагал создать «святые места», альтернативные святым местам Палестины, посещение которой в те годы становилось для европейских христиан всё труднее из-за непрерывных военных конфликтов с Османской империей. Для священных холмов характерны тихая уединённая атмосфера, монументальные сооружения (капеллы и святые источники) с многочисленными скульптурами или картинами, изображающими сцены Via Sacra (Священной дороги в Иерусалиме) и напоминающими паломникам различные моменты («остановки») на Страстном пути Христа на Голгофу.
Первые пространственные копии крёстного пути (Via Crucis) были созданы близ Абруццо ещё в 1453 году. Капеллы в Варалло были заложены в 1491 году братом францисканцем Бернардино Каими при участии художника Дж. Феррари. Сорок две капеллы располагаются на склонах горы Трёх Крестов на левом берегу реки Сесиа, которая течёт по долине Мосталоне. Здесь находятся натуралистически изображённые персонажи евангельских событий, созданные в полный человеческий рост со стеклянными глазами и натуральными волосами. Одежда на статуях настоящая.
Ряд капелл в Сакро-Монте-ди-Варалло послужил прообразом для остальных «святых гор», созданных в предгорьях Альп (в том числе на территории современной Швейцарии — близ Бриссаго и Локарно). Девять ансамблей сакральной архитектуры в Пьемонте и Ломбардии, а именно Сакро-Монте-ди-Варалло, Сакро-Монте-ди-Креа,
Орта-Сан-Джулио, Бьелла, Вальперга, Гиффа, Домодоссола, Варезе, Оссуччо, в 2003 году были включены в список Всемирного наследия ЮНЕСКО. При этом подчёркивалось, что все капеллы имеют высокую эстетическую ценность, так как гармонично вписываются в окружающий естественный ландшафт.
Интерьеры и убранство капелл «святых гор» XVI—XVII веков включают скульптуры и фресковую живопись, изображающие те или иные сцены из жизни Иисуса Христа, Богоматери и святых. Впоследствии, в XVIII веке, было возведено ещё несколько «святых гор». Одним из последних проявлений этой идеи стал грандиозный Бон-Жезуш в Португалии, законченный уже в XIX веке. «Святые горы» создавались и в заморских колониях католических стран (например, ансамбль в Гоа).